# 永平路

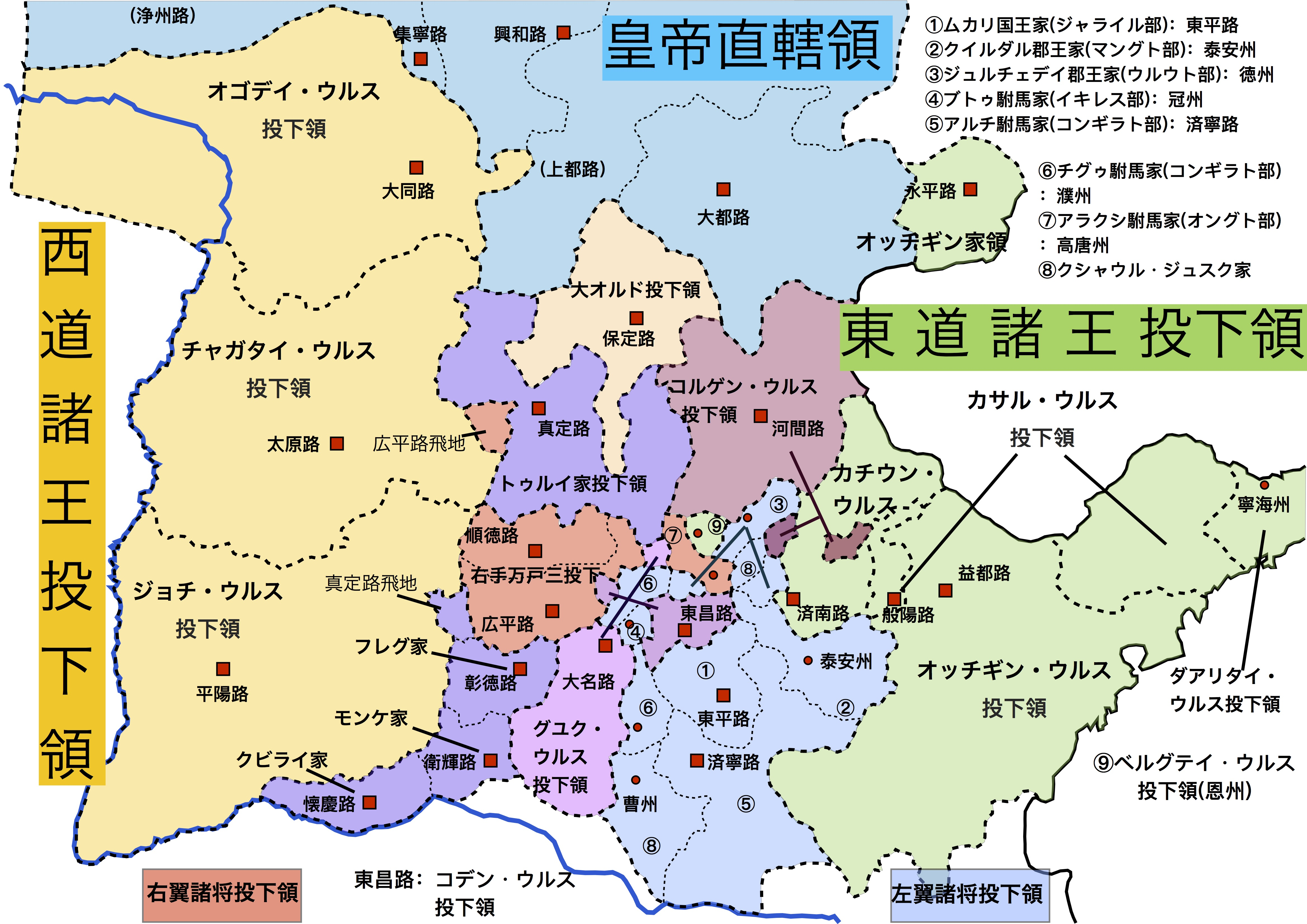
モンゴル時代の華北投下領。永平路は右上に位置する。

永平路（えいへいろ）は、中国にかつて存在した路。モンゴル帝国および大元ウルスの時代に現在の河北省盧龍県一帯に設置された。
旧名を平灤路と言い、益都路とともにチンギス・カンの末弟のテムゲ・オッチギンを始祖とするオッチギン王家の投下領であった。

## 歴史
唐代の平州、遼代の盧龍軍、金代の興平軍を前身とする。チンギス・カンによる最初の金朝遠征の際、チンギス・カンの弟達（東道諸王）と国王ムカリらの率いる「左翼軍」は遼東・遼西地方から南下して山東半島一帯を攻略し、後の永平路一帯もモンゴル帝国の勢力下に入った。金朝遠征が成功裏に終わると、チンギス・カンは配下の諸王・諸将にそれぞれが攻略を担当した地域を領地（投下領）として与えており、この時永平路一帯もオッチギン家の領地とされたと見られる。1215年に興平府と改められた。
1236年、第2代皇帝オゴデイはチンギス・カン時代の領土の分配を追認する形で河北の諸路を諸王・勲臣に分配した（丙申年分撥）が、後に永平路に属する平州・灤州はテムゲ・オッチギンの投下領とされた。さらに1260年（中統元年）にクビライが即位すると、興平府は路に昇格となった上、平州・灤州に由来する平灤路に名を改められた。1287年（至元24年）にテムゲ・オッチギンの末裔であるナヤンが叛乱を起こした際（ナヤン・カダアンの乱）、「ナヤンが管轄する益都路・平灤路のダルガチを罷免した」とする記録があり、国初以来変わらず益都路・平灤路がオッチギン王家の投下領であったことが確認される。
1300年（大徳4年）に水害を理由として平灤路は永平路と改称され、以後この名で知られるようになった。

## 管轄州県
永平路には録事司、6県（内4県が路の直轄）、1州が設置されていた。

### 4県
- 盧龍県
- 遷安県
- 撫寧県
- 昌黎県

### 1州
- 灤州…義豊県・楽亭県を管轄する